# 片倉兼太郎
初代 片倉 兼太郎（しょだい かたくら かねたろう、旧字体：片倉 兼󠄁太郞、嘉永2年11月29日 / グレゴリオ暦 : 1850年1月12日 - 1917年2月13日）は、日本の実業家、資本家である。
片倉組（現在の片倉工業）を設立、片倉財閥の基礎を築く。兼太郎の名は3代目まで引き継がれたが、本稿では初代のみを扱う。

## 人物・来歴

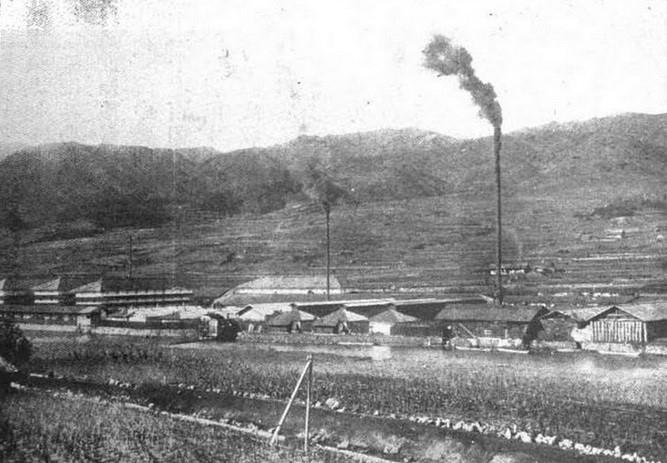
片倉組川岸製糸所

1850年1月12日（嘉永2年11月29日）、信濃国諏訪郡三沢村（のちの川岸村、現在の長野県岡谷市川岸）に生まれる。片倉家は豪農であり、兼太郎は、1873年（明治6年）には10人繰りの座繰製糸を開始していたが、満26歳を迎える1876年（明治9年）、父市助（いちすけ）から家督を受け継ぐ。
1878年（明治11年）、天竜川沿いに32人繰り器械製糸所である垣外製糸所を開設、さらに同年、輸出業の深沢社を設立する。翌1879年（明治12年）、開明社を尾澤金左衞門、林倉太郎らと設立する。松本製糸所、川岸製糸所も設立している。
実弟や従弟とともに一致団結し、利潤を共有財産として、製糸業を拡大、1895年（明治28年）、片倉組を設立、創立組長に就任する。1903年（明治36年）以降、北海道および朝鮮半島に進出、農場や山林を経営した。
1917年（大正6年）2月13日、死去した。満67歳歿。
初代の創立した片倉組は、片倉製糸紡績（1920年）を経て片倉工業となり、20世紀半ばには、日本最大とも世界最大ともいわれる製糸企業となった。

## 親族
⚫︎ 甥嫁・ 俊子 (貴族院多額納税者議員 武井覚太郎娘)
⚫︎ 弟 ・今井五介 (片倉財閥一族、貴族院多額納税者議員)

## 歴代
1. 初代
2. 二代目 - 片倉 佐一（かたくら さいち、1862年 - 1934年）、初代の末弟（四男）、のちの養嗣子、片倉製糸紡績（現在の片倉工業）の創設、片倉館の開設、日東紡績社長、名は宗広（むねひろ）とも
3. 三代目 - 片倉 脩一（かたくら しゅういち、1884年 - 1947年）、佐一の嗣子（長男）、八十二銀行頭取、全国製糸業組合連合会会長、美篶商会初代社長、貴族院議員